# برترام واليس
برترام واليس (بالإنجليزية: Bertram Wallis)‏ هو ممثل بريطاني (وحمل سابقاً جنسية المملكة المتحدة لبريطانيا العظمى وأيرلندا)، ولد في 22 فبراير 1874 بلندن في المملكة المتحدة، وتوفي بنفس المكان في 11 أبريل 1952.

## وصلات خارجية
- برترام واليس على موقع IMDb (الإنجليزية)
- برترام واليس على موقع قاعدة بيانات برودواي على الإنترنت (الإنجليزية)
- برترام واليس على موقع قاعدة بيانات الفيلم (الإنجليزية)